# سلاح يدوي

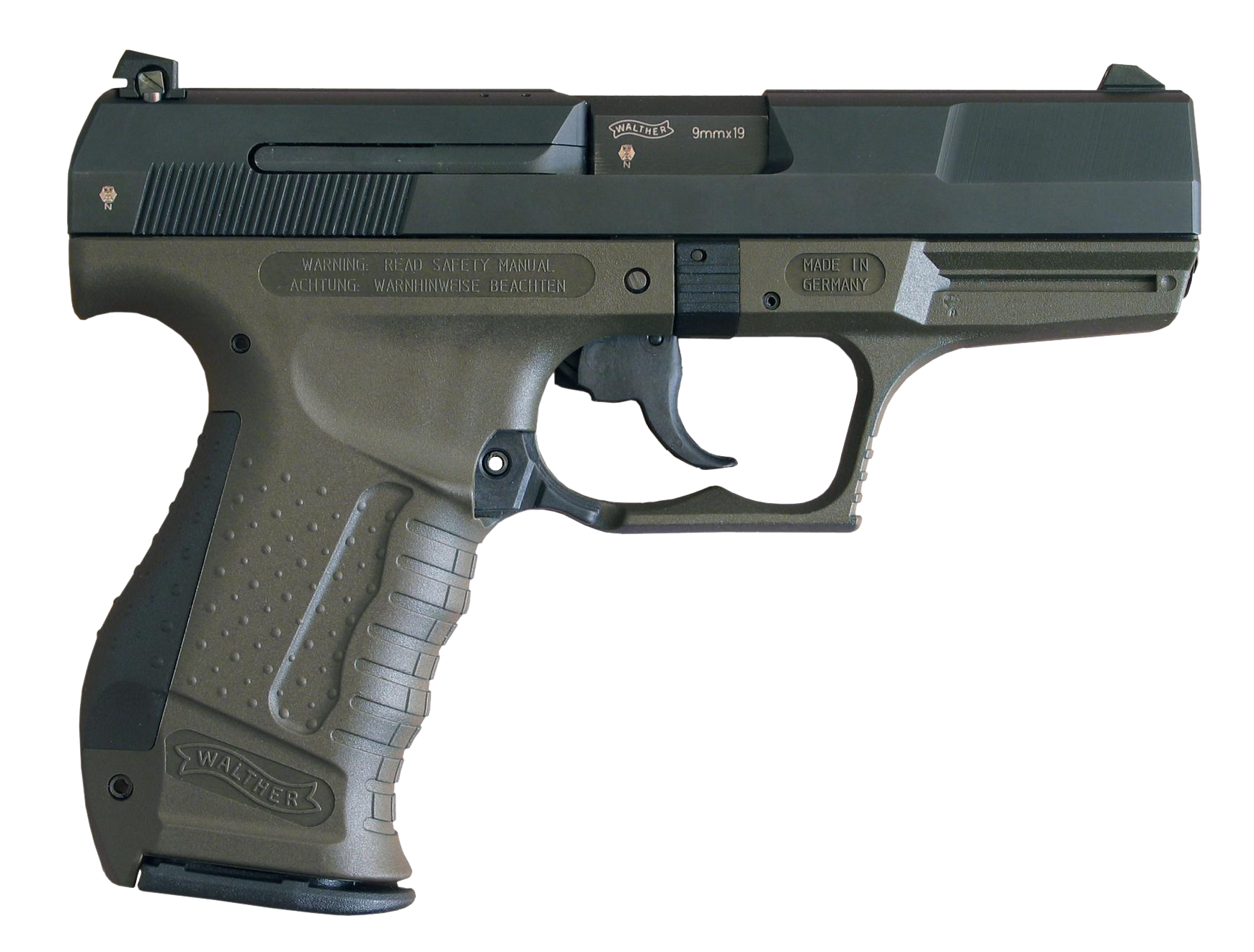
,s

الأسلحة اليدوية هي أسلحة نارية صممت لتحمل بيد واحدة أو بكلتا اليدين. هذه الأسلحة ذات الخصائص المختلفة بصفة عامة من البنادق الطويلة مثل القناصات وبنادق الصيد (وهي في العادة تحمل على الكتف).
الأنواع الرئيسية التي تتفرع منها الأسلحة اليدوية هي مسدس الريفولفر والبيستول; الأنواع الأخرى تتضمن مسدس الدرينجر ، مسدس الطلقة الواحدة ، المسدسات النصف آلية، مسدس البيبر بوكس، والمسدسات الآلية.
التداخل والاختلاف في المعنى بين الكلمتين pistol وhandgun موضح في الأسفل.
بالرغم من أن الأسلحة اليدوية غالبا ما تتضمن استخدام يد ثانية، فإن السمة المميزة الأساسية للأسلحة اليدوية هي أنها منشأة لعملية بيد واحدة.

## الاختلافات في التسمية

### المعاني المتعددة للكلمة pistol
الكلمة pistol غالبا ما تكون مرادفة لكلمة "handgun". بعض خبراء الأسلحة اليدوية يظهرون تمييزا تقنيا يجعل من «البيستول» فرعيا من«الهاند جنز».
في بعض الأحيان في الاستعمالات الأمريكية. مصطلح"pistol" يشير إلى سلاح يدوي يحتوي على حجرة واحدة لا تتجزأ عن ماسورته، ما يجعل ال "pistol" مميزا عن غيره من الأنواع الرئيسية من الأسلحة اليدوية، مسدس الريفولفر الذي يحتوي على
اسطوانة دوارة والتي بدورها تحتوي على عدة حجيرات. لكن منظمة الصحة العامة بفرعها البريطاني غالبا ما لا تجعله مميزا. على سبيل المثال فقد كانت التسمية الرسمية لعضو الكنسيت السادس ويبلي "pistol","revolver"، رقم1 عضو الكنسيت السادس، والتسمية "pistol" لعضو الكنيست رقم 2 «كانت تستخدم للإشارة لكل من ال»Enfield _Revolver ، والمسدس اللحق له براوينغ هاي باور النصف آلي.,.
الأسلحة المحمولة باليد صنعت في بادئ الأمر في الصين حيث طور البارود لأول مرة هناك.وقد كانو مدافع يدوية(على الرغم من انها لم تكن تطلق من اليد بالضرورة، بل كانت تطلق من نهاية مقبض). بحلول القرن الرابع عشر، تواجدت هذه المدافع في أوروبا أيضا.أول سلاح ناري محمول باليد والذي يفضل أن يطلق عليه "pistol" صنع في أوائل القرن الخامس عشر ولكن صانعه مجهول. بحلول القرن ال18 أصبح المصطلح غالبا يشير إلى الأسلحة اليدوية. وقد ظهرت تصاميم مسدس الريفولفر في القرن التاسع عشر ولكن هذا لم يحصل حتى منتصف القرن العشرين أنه (في بعض الأوقات لوحظ) 
الاختلاف في استخدام الكلمات بيستول وريفولفر تطورت بين المتحدثين وأصبح استخدام كلمة الأسلحة اليدوية منتشرا. سابقا لم يكن هناك مثل هذا التمييز، بل في الواقع كان صامويل كولت صاحب براءة الاختراع الأصلية «لمسدس الدائرة المستديرة»، وليس هناك ما يساوي كلمة "handguns" في لغة الرومانسية والتي تستمر باستخدام أصل واحد لهذه الكلمة وهو "pistol".

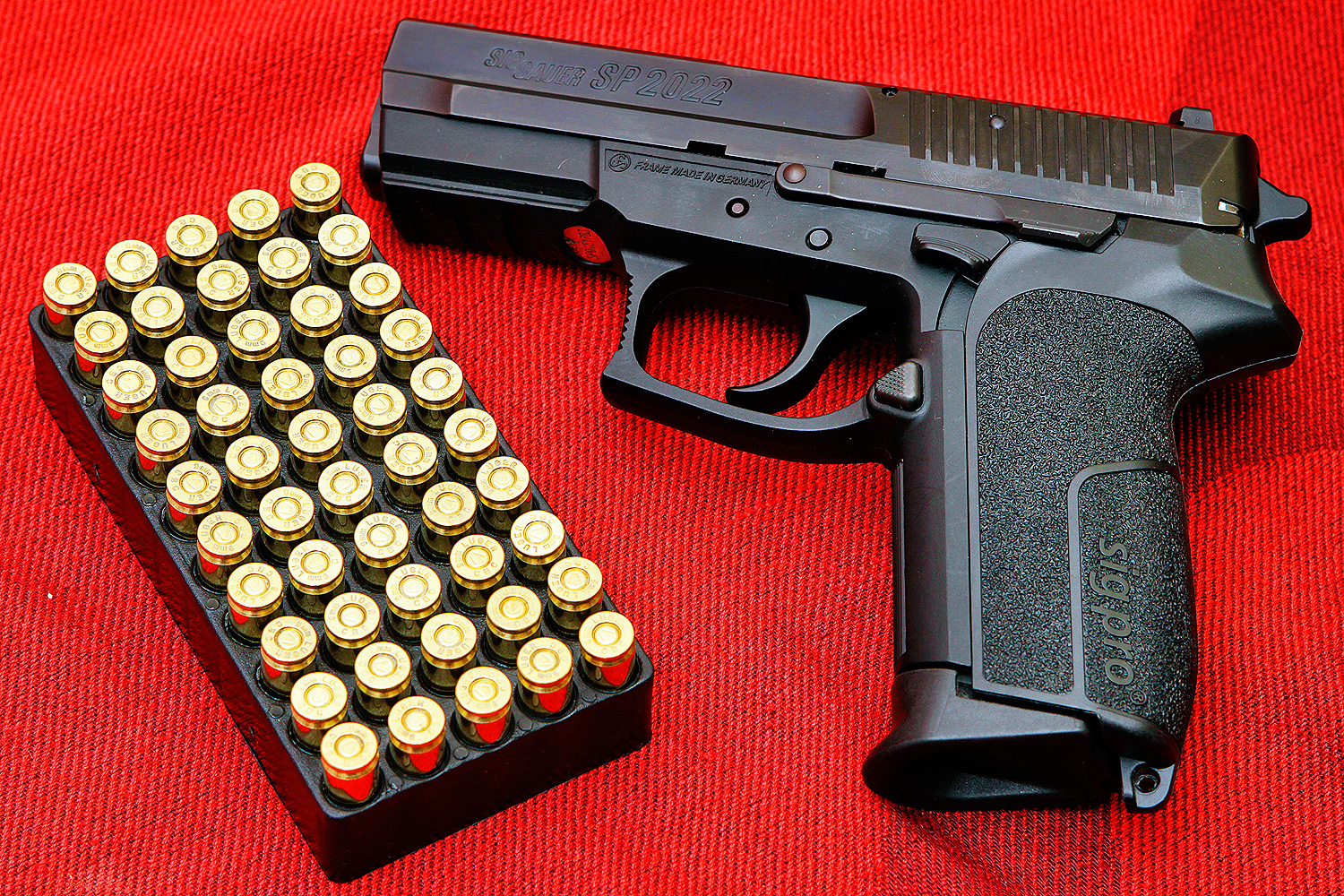

## أنواع الأسلحة اليدوية
أنواع الأسلحة المبينة في الأسفل مرتبة حسب ظهورها التاريخي، كل نوع يمكن أن يصنف لعدة أفرع، بعض هذه الأنواع يمكن أن يصنف بشكل مختلف باستخدام لتمييز العام لمخزن التحميل للأسلحة النارية أو التحميل من أمام فوهة البندقية، أو التحميل من وراء الماسورة.

## المسدسات ذات الطلقة الواحدة
المسدسات ذات الطلقة الواحدة هي أبسط شكل ممكن للمسدسات ومن المعروف أنها متواجدة منذ 1365 ميلادية

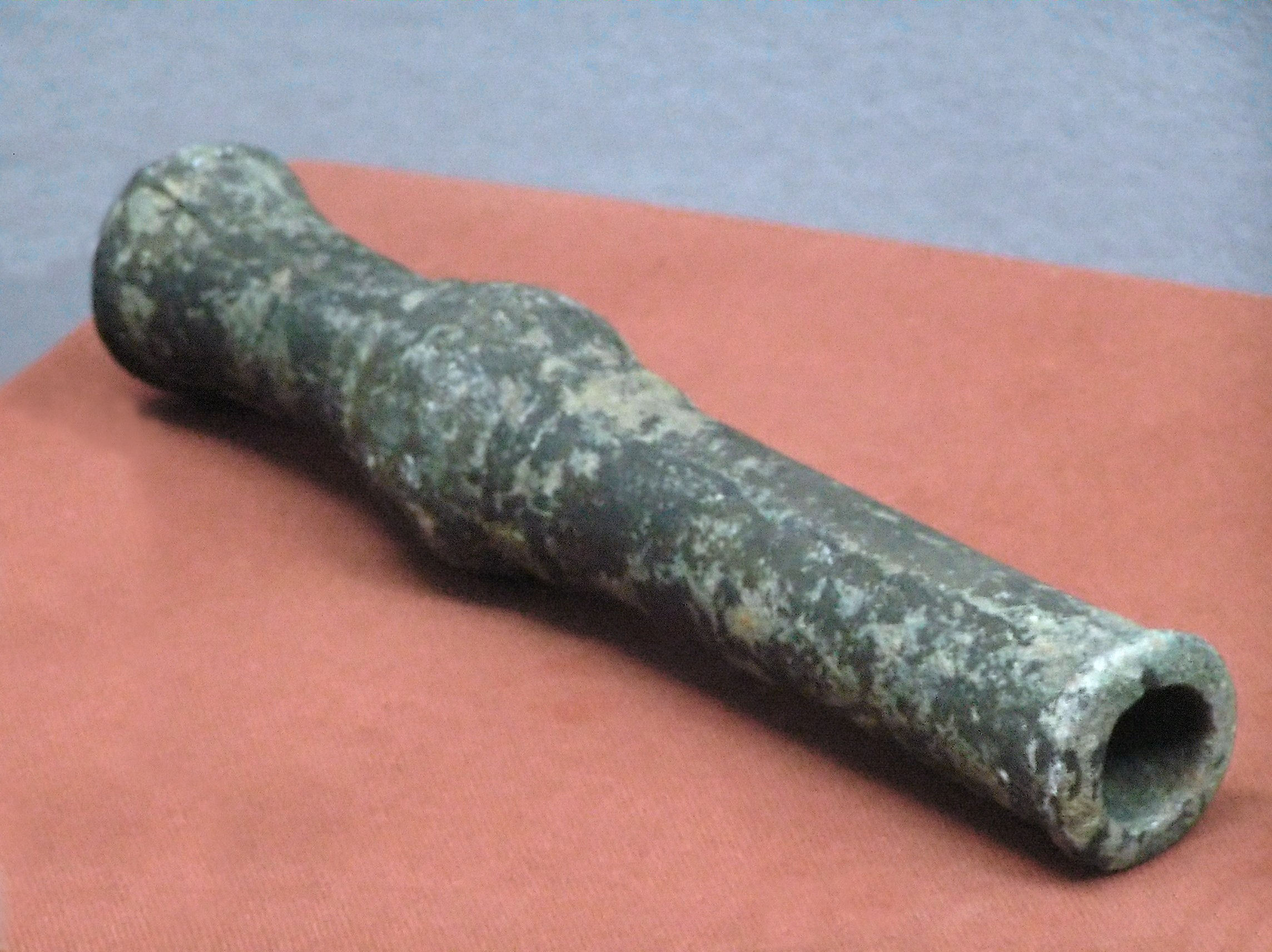

تعتبر المسدسات ذات الطلقة الواحدة من أوائل المسدسات التي يعاد تحميلها من خلال ماسورة البندقية. وإشعال مقدمتها عن طريق سلك الفتيل عند فتحة التماس. وعلى هذا الأساس لم يكونوا أكثر من مدافع مصغرة، صغيرة بما فيه الكفاية لتحمل. 
وقد تتابعت التطويرات على مدى القرون اللاحقة، كأنواع مختلفة من الأقفال (أجهزة اشتعال) كانت قد اخترعت كما في فتيل البندقية ، فالسلك المنفصل طور إلى نابض محوري والذي يمكن أن يضغط بواسطة زناد، في مسدس الويل لوك، وآليته مشابهة لقداحات السجائر المستخدمة اليوم والتي استبدلت سلك الفتيل في القرن ال17.
قفل الصوان الذي يضرب صوان المسدس. في القرن ال19, طورت فوهة المسدس تلتها فترة قصيرة من الخراطيش الحديثة المتكاملة، وبالتالي استبدلت المطارق بالصوان.
والمثال على المسدس ذو الطلقة الواحدة، فلاير جن وإن لم يقصد أن يكون هذا المسدس سلاحا، وقد طرأت عليه العديد من المتغيرات، ومثال واحد عليه هو مسدس الكامبف بستول أو مسدس الستمب بستول في شكلها النهائي وقد صمم السلاح ليكون مضادا للدبابات.
المسدسات ذات الطلقة الواحدة يستمر تصنيعها الآن، وهي غالبا تستخدم للاستهداف، وتستخدم في بعض الأحيان الطرائد وتتضمن أيضا الطرائد الكبيرة، وأقوى الأسلحة اليدوية قادرة على قتل الطرائد كافة حتى الفيلة نفسها.

### المسدسات متعددة الماسورة
بعد فترة ليست بطويلة من ظهور الأسلحة النارية، بدء المخترعون بتجريب المسدسات متعددة المواسير، في مهمة لإيجاد طريقة لإطلاق أكثر من رصاصة قبل الحاجة لإعادة التحميل، وليس من المستغرب، أن جميع أنواع الأسلحة النارية كانت مشمولة في جهودهم، بدءا من المدافع ذات الطلقة الواحدة وحتى المسدسات الموضوعة بالقياس.
قبل أن يستطيع أحد أن يطور قدرة عملية لتوصيل أكثر من تحميلة لفوهة واحدة بنجاح سريع وتام، تجار السلاح كانو يجمعون فوهات متعددة مع بعضها البعض وفي مكان واحد.
وبعض الأمثلة على المسدسات المتعددة المواسير:
1- دك فوت بستول 
2- ديرينجرز
3-بيبر بوكس بستول
4-مسدسات هودا

## الريفولفر

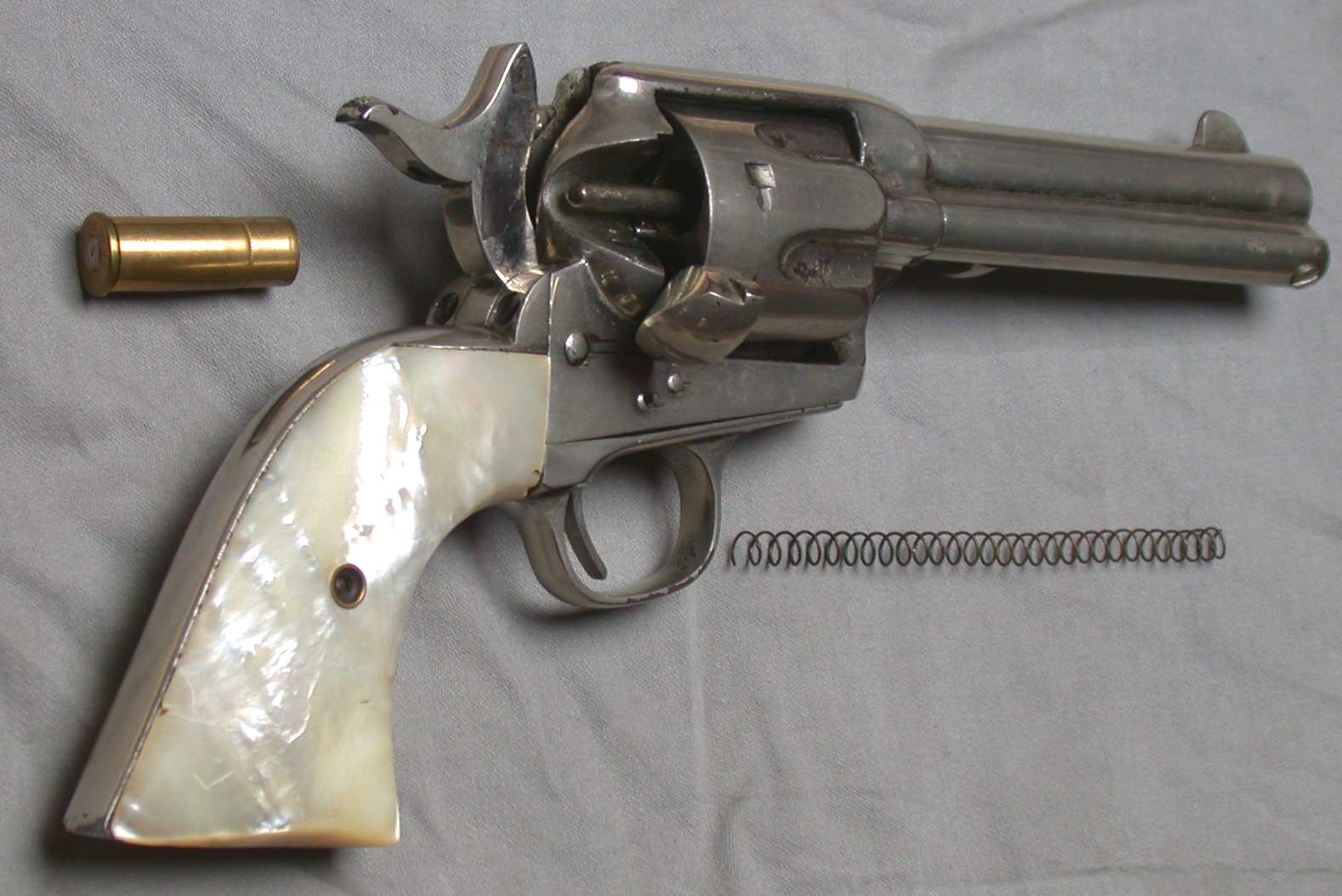
يمين مسدس الريفولفر

مع استمرار تطور مسدس الريفولفر في القرن التاسع عشر، استطاع تجار السلاح اخير من تحقيق الهدف المتمثل بالقدرة على إيصال أكثر من تلقيمة لماسورة واحدة بنجاح تام. وتغذية المسدس تتم عن طريق اسطوانة تلقم السدس بالتناوب، بحيث يبقى كل عيار ناري في حجرته، ويتم جلب كل عيار ناري بشكل موائم لفوهة السلاح، عن طريق آلية فهرسة مرتبطة بزناد السلاح (الفعل المزدوج)، أو مطرقته (الفعل المنفرد). هذه الغرف الاسطوانية الأبعاد يتراوح عددها ما بين الخمسة والثمانية وهذا يعتمد على حجم المسدس، وحجم الرصاصة التي يتم إطلاقها تمر من خلال الاسطوانة بحيث يكون محورها موازيا لمحور الدوران في الاسطوانة وبالتالي عندما تدور الاسطوانة تدور معها الحجيرات على نفس محور الاسطوانة.

## المسدسات النصف آلية

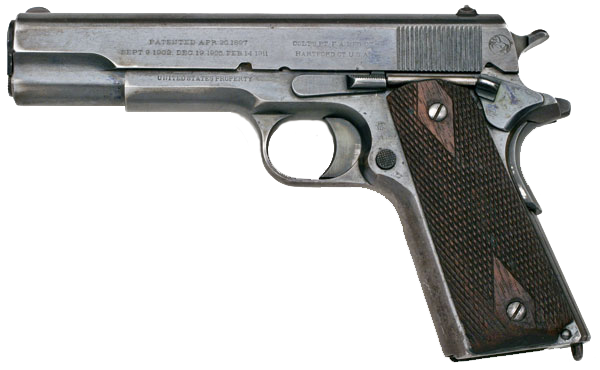
مسدس الكولت يمين

كان التطور التالي من تاريخ تطور الأسلحة اليدوية بعد اختراع مسدس ريفولفر عملي هو المسدسات النصف آلية والتي تستخدم الطاقة المنبعثة من حجرة واحدة لإعادة تحميل الأخرى وعادة ما يتم تسخير الطلقة بشكل ميكانيكي; ومع ذلك حجيرات المسدسات الأكثرقوة تعمل بالغاز (مثل مسدس الديزيرت إيجل). بعد إطلاق الرصاصة ستدور اسطوانة المسدس مخرجة غلاف الرصاصة القديمة لتضع مكانها الرصاصة التالية للمخزن مما يسمح لطلقة أخرى أن تحل محل الأخيرة فورا، بعض المصطلحات التي كانت أو ما زالت تستخدم كمرادف لكلمة مسدس نصف آلي هي: أوتوماتك بستول، أوتو بستول (المسدس الآلي)، أوتو لودر (المذخر الآلي)، سيلف لودينج بستول (المسدس ذو التذخير الذاتي)، سيلف لودر (المذخر الذاتي).

## المسدسات الآلية

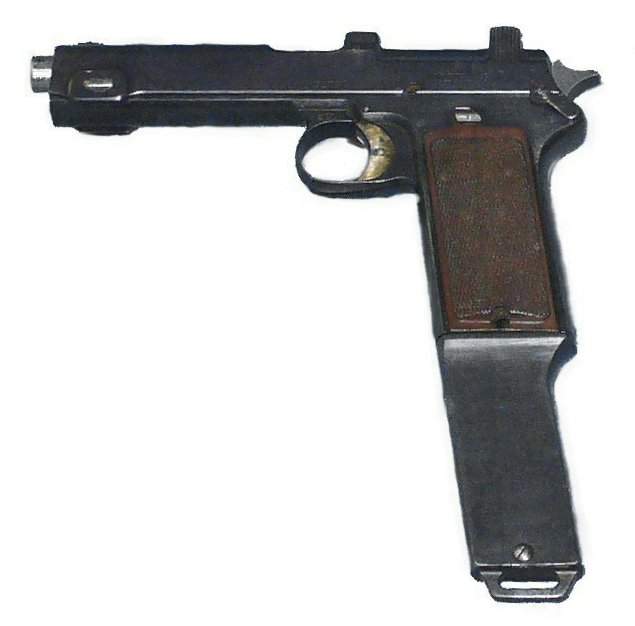
مسدس الستير إم1912 يمين

يعرف المسدس الآلي بشكل عام بأنه قطعة صممت ليطلق منها بيد واحدة، وقادرة على الإطلاق بشكل آلي أو بشكل يدوي ، بينما هناك عدد من المسدسات الآلية مثل مسدس الجلوك 18 ونماذج لاحقة من الماوزر سي 96 تصنف بأنها نادرة من حيث: الوزن الخفيف، الحجم الصغير، والمعدلات السريعة جدا لإطلاق النار مما يجعل التحكم بها صعبا، جاعلا الأكبر والأثقل المدافع الرشاشة خيارا أفضل في حالات تكون فيها المسدسات صغيرة الحجم عير مرغوب بها. معظم المسجسات الآلية يمكن إرفاقها بمخزن (مسدس Heckler & Koch VP70 لا تطلق إلا رصاصة واحدة إلا إذا كان المخزن مرفقا)، وغيرهامثل البريتا 93 آر يضاف لها مقبض من الأمام كلا الإضاقتين تخلقان مسدسا غير قانوني عمليا تحت قانون قطع الأسلحة الوكني الأمريكي حيث يعتبر المسدس الآلي بتعريفه مصمما للإطلاق منه بيد واحدة فهذه الإضافات إما بإضافة مخزن أو مقبض من الأمام تغير مفهوم المسدس إلى قناصة أو أي سلاح آخر، وبناء على ذلك هذه التغييرات توجد فقط في المدافع الرشاشة المرخصة